# Cnephasia tristrami
Cnephasia tristrami es una especie de polilla perteneciente al género Cnephasia, categorizada en la tribu Cnephasiini, de la subfamilia Tortricinae.

## Distribución
Se distribuye por Palestina.

## Taxonomía
Fue descrita por Walsingham en 1900 y publicada por primera vez en (Tortrix), Ann. Mag. nat. Hist. 7(5): 460.